# Perfect Strangers (Jonas Blue)
"Perfect Strangers" is een nummer van de Britse muziekproducent Jonas Blue samen met JP Cooper. Het nummer kwam uit als muziekdownload in Engeland op 3 juni 2016. "Perfect Strangers" piekte op de derde plek in de UK Singles Chart. Daarnaast behaalde het nummer ook een plek in de hitlijsten in België, Duitsland, Frankrijk, Nederland, Oostenrijk en Zweden.

## Videoclip
De bijhorende videoclip verscheen op 14 juni 2016 en is opgenomen in Kaapstad in Zuid-Afrika.

## Tracklijst
| Nr. | Titel                             | Duur |
| --- | --------------------------------- | ---- |
| 1.  | Perfect Strangers (met JP Cooper) | 3:16 |

## Hitnoteringen

### Nederlandse Top 40
| Hitnotering: 16-07-2016 t/m 17-12-2016 | Hitnotering: 16-07-2016 t/m 17-12-2016 | Hitnotering: 16-07-2016 t/m 17-12-2016 | Hitnotering: 16-07-2016 t/m 17-12-2016 | Hitnotering: 16-07-2016 t/m 17-12-2016 | Hitnotering: 16-07-2016 t/m 17-12-2016 | Hitnotering: 16-07-2016 t/m 17-12-2016 | Hitnotering: 16-07-2016 t/m 17-12-2016 | Hitnotering: 16-07-2016 t/m 17-12-2016 | Hitnotering: 16-07-2016 t/m 17-12-2016 | Hitnotering: 16-07-2016 t/m 17-12-2016 | Hitnotering: 16-07-2016 t/m 17-12-2016 | Hitnotering: 16-07-2016 t/m 17-12-2016 |
| Week:                                  | 1                                      | 2                                      | 3                                      | 4                                      | 5                                      | 6                                      | 7                                      | 8                                      | 9                                      | 10                                     | 11                                     | 12                                     |
| -------------------------------------- | -------------------------------------- | -------------------------------------- | -------------------------------------- | -------------------------------------- | -------------------------------------- | -------------------------------------- | -------------------------------------- | -------------------------------------- | -------------------------------------- | -------------------------------------- | -------------------------------------- | -------------------------------------- |
| Positie:                               | 36                                     | 18                                     | 10                                     | 7                                      | 2                                      | 2                                      | 2                                      | 3                                      | 3                                      | 4                                      | 4                                      | 6                                      |
| Week:                                  | 13                                     | 14                                     | 15                                     | 16                                     | 17                                     | 18                                     | 19                                     | 20                                     | 21                                     | 22                                     | 23                                     |                                        |
| Positie:                               | 6                                      | 6                                      | 8                                      | 8                                      | 9                                      | 11                                     | 16                                     | 21                                     | 27                                     | 28                                     | 35                                     | uit                                    |

### NederlandseSingle Top 100
| Hitnotering: (Week 1 t/m 32) 02-07-2016 t/m 04-02-2017 Hitnotering: (Week 33) 18-02-2017 | Hitnotering: (Week 1 t/m 32) 02-07-2016 t/m 04-02-2017 Hitnotering: (Week 33) 18-02-2017 | Hitnotering: (Week 1 t/m 32) 02-07-2016 t/m 04-02-2017 Hitnotering: (Week 33) 18-02-2017 | Hitnotering: (Week 1 t/m 32) 02-07-2016 t/m 04-02-2017 Hitnotering: (Week 33) 18-02-2017 | Hitnotering: (Week 1 t/m 32) 02-07-2016 t/m 04-02-2017 Hitnotering: (Week 33) 18-02-2017 | Hitnotering: (Week 1 t/m 32) 02-07-2016 t/m 04-02-2017 Hitnotering: (Week 33) 18-02-2017 | Hitnotering: (Week 1 t/m 32) 02-07-2016 t/m 04-02-2017 Hitnotering: (Week 33) 18-02-2017 | Hitnotering: (Week 1 t/m 32) 02-07-2016 t/m 04-02-2017 Hitnotering: (Week 33) 18-02-2017 | Hitnotering: (Week 1 t/m 32) 02-07-2016 t/m 04-02-2017 Hitnotering: (Week 33) 18-02-2017 | Hitnotering: (Week 1 t/m 32) 02-07-2016 t/m 04-02-2017 Hitnotering: (Week 33) 18-02-2017 | Hitnotering: (Week 1 t/m 32) 02-07-2016 t/m 04-02-2017 Hitnotering: (Week 33) 18-02-2017 | Hitnotering: (Week 1 t/m 32) 02-07-2016 t/m 04-02-2017 Hitnotering: (Week 33) 18-02-2017 | Hitnotering: (Week 1 t/m 32) 02-07-2016 t/m 04-02-2017 Hitnotering: (Week 33) 18-02-2017 | Hitnotering: (Week 1 t/m 32) 02-07-2016 t/m 04-02-2017 Hitnotering: (Week 33) 18-02-2017 | Hitnotering: (Week 1 t/m 32) 02-07-2016 t/m 04-02-2017 Hitnotering: (Week 33) 18-02-2017 | Hitnotering: (Week 1 t/m 32) 02-07-2016 t/m 04-02-2017 Hitnotering: (Week 33) 18-02-2017 | Hitnotering: (Week 1 t/m 32) 02-07-2016 t/m 04-02-2017 Hitnotering: (Week 33) 18-02-2017 | Hitnotering: (Week 1 t/m 32) 02-07-2016 t/m 04-02-2017 Hitnotering: (Week 33) 18-02-2017 | Hitnotering: (Week 1 t/m 32) 02-07-2016 t/m 04-02-2017 Hitnotering: (Week 33) 18-02-2017 | Hitnotering: (Week 1 t/m 32) 02-07-2016 t/m 04-02-2017 Hitnotering: (Week 33) 18-02-2017 | Hitnotering: (Week 1 t/m 32) 02-07-2016 t/m 04-02-2017 Hitnotering: (Week 33) 18-02-2017 |
| Week:                                                                                    | 1                                                                                        | 2                                                                                        | 3                                                                                        | 4                                                                                        | 5                                                                                        | 6                                                                                        | 7                                                                                        | 8                                                                                        | 9                                                                                        | 10                                                                                       | 11                                                                                       | 12                                                                                       | 13                                                                                       | 14                                                                                       | 15                                                                                       | 16                                                                                       | 17                                                                                       | 18                                                                                       | 19                                                                                       | 20                                                                                       |
| ---------------------------------------------------------------------------------------- | ---------------------------------------------------------------------------------------- | ---------------------------------------------------------------------------------------- | ---------------------------------------------------------------------------------------- | ---------------------------------------------------------------------------------------- | ---------------------------------------------------------------------------------------- | ---------------------------------------------------------------------------------------- | ---------------------------------------------------------------------------------------- | ---------------------------------------------------------------------------------------- | ---------------------------------------------------------------------------------------- | ---------------------------------------------------------------------------------------- | ---------------------------------------------------------------------------------------- | ---------------------------------------------------------------------------------------- | ---------------------------------------------------------------------------------------- | ---------------------------------------------------------------------------------------- | ---------------------------------------------------------------------------------------- | ---------------------------------------------------------------------------------------- | ---------------------------------------------------------------------------------------- | ---------------------------------------------------------------------------------------- | ---------------------------------------------------------------------------------------- | ---------------------------------------------------------------------------------------- |
| Positie:                                                                                 | 77                                                                                       | 58                                                                                       | 43                                                                                       | 20                                                                                       | 7                                                                                        | 4                                                                                        | 3                                                                                        | 3                                                                                        | 3                                                                                        | 5                                                                                        | 6                                                                                        | 5                                                                                        | 6                                                                                        | 7                                                                                        | 7                                                                                        | 8                                                                                        | 8                                                                                        | 10                                                                                       | 15                                                                                       | 20                                                                                       |
| Week:                                                                                    | 21                                                                                       | 22                                                                                       | 23                                                                                       | 24                                                                                       | 25                                                                                       | 26                                                                                       | 27                                                                                       | 28                                                                                       | 29                                                                                       | 30                                                                                       | 31                                                                                       | 32                                                                                       |                                                                                          | 33                                                                                       |                                                                                          |                                                                                          |                                                                                          |                                                                                          |                                                                                          |                                                                                          |
| Positie:                                                                                 | 29                                                                                       | 32                                                                                       | 33                                                                                       | 35                                                                                       | 50                                                                                       | 56                                                                                       | 74                                                                                       | 50                                                                                       | 66                                                                                       | 69                                                                                       | 78                                                                                       | 91                                                                                       | uit                                                                                      | 87                                                                                       | uit                                                                                      |                                                                                          |                                                                                          |                                                                                          |                                                                                          |                                                                                          |

### NederlandseMega Top 50
| Hitnotering: 23-07-2016 t/m 07-01-2017 | Hitnotering: 23-07-2016 t/m 07-01-2017 | Hitnotering: 23-07-2016 t/m 07-01-2017 | Hitnotering: 23-07-2016 t/m 07-01-2017 | Hitnotering: 23-07-2016 t/m 07-01-2017 | Hitnotering: 23-07-2016 t/m 07-01-2017 | Hitnotering: 23-07-2016 t/m 07-01-2017 | Hitnotering: 23-07-2016 t/m 07-01-2017 | Hitnotering: 23-07-2016 t/m 07-01-2017 | Hitnotering: 23-07-2016 t/m 07-01-2017 | Hitnotering: 23-07-2016 t/m 07-01-2017 | Hitnotering: 23-07-2016 t/m 07-01-2017 | Hitnotering: 23-07-2016 t/m 07-01-2017 | Hitnotering: 23-07-2016 t/m 07-01-2017 | Hitnotering: 23-07-2016 t/m 07-01-2017 | Hitnotering: 23-07-2016 t/m 07-01-2017 | Hitnotering: 23-07-2016 t/m 07-01-2017 | Hitnotering: 23-07-2016 t/m 07-01-2017 | Hitnotering: 23-07-2016 t/m 07-01-2017 | Hitnotering: 23-07-2016 t/m 07-01-2017 | Hitnotering: 23-07-2016 t/m 07-01-2017 |
| Week:                                  | 1                                      | 2                                      | 3                                      | 4                                      | 5                                      | 6                                      | 7                                      | 8                                      | 9                                      | 10                                     | 11                                     | 12                                     | 13                                     | 14                                     | 15                                     | 16                                     | 17                                     | 18                                     | 19                                     | 20                                     |
| -------------------------------------- | -------------------------------------- | -------------------------------------- | -------------------------------------- | -------------------------------------- | -------------------------------------- | -------------------------------------- | -------------------------------------- | -------------------------------------- | -------------------------------------- | -------------------------------------- | -------------------------------------- | -------------------------------------- | -------------------------------------- | -------------------------------------- | -------------------------------------- | -------------------------------------- | -------------------------------------- | -------------------------------------- | -------------------------------------- | -------------------------------------- |
| Positie:                               | 23                                     | 11                                     | 8                                      | 2                                      | 2                                      | 3                                      | 3                                      | 3                                      | 3                                      | 3                                      | 5                                      | 4                                      | 8                                      | 9                                      | 10                                     | 12                                     | 15                                     | 25                                     | 30                                     | 34                                     |
| Week:                                  | 21                                     | 22                                     | 23                                     | 24                                     | 25                                     |                                        |                                        |                                        |                                        |                                        |                                        |                                        |                                        |                                        |                                        |                                        |                                        |                                        |                                        |                                        |
| Positie:                               | 41                                     | 49                                     | 50                                     | 50                                     | 50                                     | uit                                    |                                        |                                        |                                        |                                        |                                        |                                        |                                        |                                        |                                        |                                        |                                        |                                        |                                        |                                        |

## Releasedata
| Land                | Releasedatum | Formaat        | Label                       |
| ------------------- | ------------ | -------------- | --------------------------- |
| Verenigd Koninkrijk | 3 juni 2016  | Muziekdownload | Virgin EMI, Universal Music |